# Kanton Cambrai
Kanton Cambrai is een kanton van het Franse Noorderdepartement. Het kanton maakt deel uit van het arrondissement Cambrai.
Het kanton Cambrai werd  gevormd ingevolge het decreet van 17 februari 2014 met uitwerking in maart 2015 met gemeenten uit de kantons Cambrai-Ouest (17), Cambrai-Est (7) en Marcoing (4), met Cambrai als hoofdplaats.

## Gemeenten
Het kanton omvat de volgende gemeenten:
- Abancourt
- Anneux
- Aubencheul-au-Bac
- Bantigny
- Blécourt
- Boursies
- Cambrai (hoofdplaats)
- Cuvillers
- Doignies
- Escaudœuvres
- Eswars
- Estrun
- Fontaine-Notre-Dame
- Fressies
- Haynecourt
- Hem-Lenglet
- Mœuvres
- Neuville-Saint-Rémy
- Paillencourt
- Proville
- Raillencourt-Sainte-Olle
- Ramillies
- Sailly-lez-Cambrai
- Sancourt
- Thun-l'Évêque
- Thun-Saint-Martin
- Tilloy-lez-Cambrai